# Anacithara naufraga
Anacithara naufraga é uma espécie de gastrópode do gênero Anacithara, pertencente a família Horaiclavidae.